# هاتسندورف
هاتسندورف (به آلمانی: Hatzendorf) یک منطقهٔ مسکونی در اتریش است که در زودوست‌اشتایرمارک واقع شده‌است. هاتسندورف ۲۴٫۹۷ کیلومتر مربع مساحت دارد ۲۹۸ متر بالاتر از سطح دریا واقع شده‌است.